# ВТБ Банк (Украина)
ПАО «ВТБ Банк» (укр. ПАТ «ВТБ Банк»), также VTB Bank — универсальный банк на Украине, входящий в число крупнейших.
Входит в международную финансовую группу ВТБ, 99,97 % акций банка принадлежит ОАО Банк ВТБ (Российская Федерация), входящему в 500 самых крупных компаний мира.

## История и актуалии
- 2005: ЗАО «Внешторгбанк (Украина)» получил лицензию на осуществление банковской деятельности.
- 2006: ОАО Банк ВТБ (Россия) приобрел 98 % АКБ «Мрия».
- 2007: АКБ «Мрия» переименован в ОАО ВТБ Банк. ЗАО «Внешторгбанк (Украина)» присоединен к ОАО ВТБ Банк на правах филиала.
- 2008: Уставный капитал ОАО ВТБ Банк увеличен в 3,4 раза до 2,16 млрд грн.
- 2010: 29 июля ОАО ВТБ Банк переименован в ПАО «ВТБ Банк».
- 2015: докапитализация ВТБ Банка суммарно на 5,4 млрд грн стала крупнейшей в истории страны докапитализацией среди негосударственных банков[2]. В декабре банк попал под санкции США[3].

В результате докапитализации в 2015 году ВТБ Банк занял 5 место по объему уставного капитала среди банков Украины (после ПриватБанка, Ощадбанка, Укрэксимбанка и ПИБа).
- 2018: ОАО Банк ВТБ (Россия) принял решение докапитализировать ПАО Банк ВТБ (Украина) на 2,58 млрд грн. (около $99 млн). По завершении процесса уставный капитал банка составит 39,375 млрд грн., с превышением нормативного достаточного капитала, составляющего 10%.[4]
- 2018: Управление Национального Банка Украины приняло решение об отнесении АО «ВТБ Банк» к категории неплатёжеспособных с целью защиты интересов вкладчиков и кредиторов банка. Решение принято в соответствии с требованиями статьи 76 Закона Украины «О банках и банковской деятельности».[5]

## Руководство
Председатель правления
- Вайсман, Константин Михайлович (с октября 2013 года)
- Пушкарёв, Вадим Владимирович (2006—2013)

### Видеосюжеты
- 100-летие Дома М. Волошина в Коктебеле
- Инновации. Константин Северинов
- Храм Сергея Радонежского
- Сюжет о музее М. Булгакова